# Бек, Фолькер (спортсмен)
Фо́лькер Бек (нем. Volker Beck; род. 30 июня 1956, Нордхаузен, Эрфурт) — восточногерманский легкоатлет, чемпион и серебряный призёр Олимпийских игр.

## Карьера
В 1980, 1981 и 1983 годах Фолькер становился чемпионом ГДР в беге на 400 метров с барьерами.
На Олимпийских играх в Москве Бек завоевал золотую медаль в забеге на 400 метров с барьерами и серебряную в эстафете 4×400.
Три раза выигрывал серебряные медали на Континентальном кубке IAAF.